# Erudinus

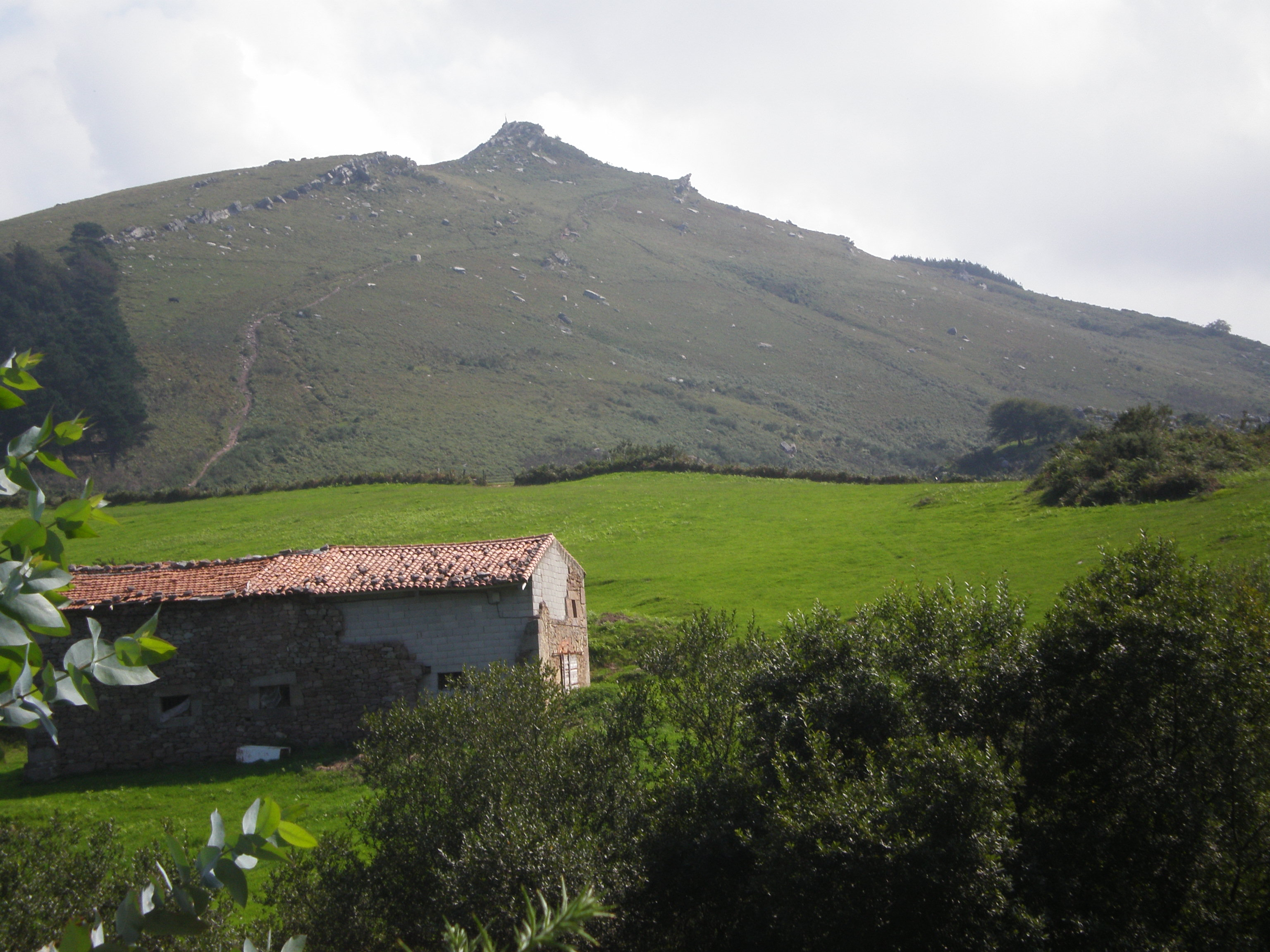
Pico Dobra.

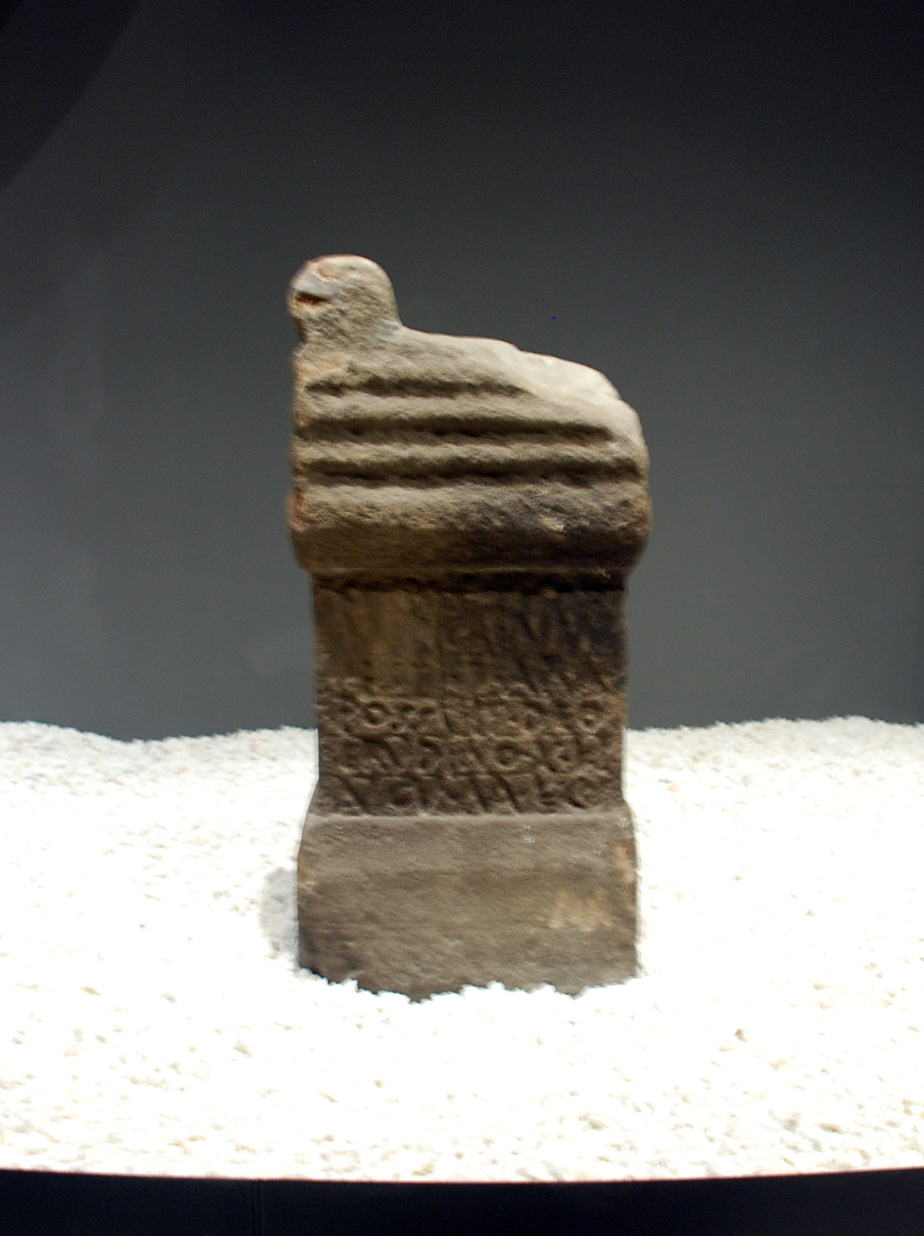
Ara al dios Erudino.

Erudino (en latín, Erudinus) era un dios pagano de la mitología cántabra. En el monte Dobra, cerca de Torrelavega (Cantabria, España), fue hallado en 1925 por Hermilio Alcalde del Río un ara de piedra con una inscripción latina que dice:

Cornelio Vicano, de los Auniganios, hijo de Festo, dedicó este ara al dios Erudino el día 10 de las calendas de agosto (23 de julio), siendo cónsules M(arco) A(ntonio) y V(ero).

## El ara
El ara, del año 161 (aunque inicialmente, hasta los años 90, se pensaba que databa del año 399), forma parte de los fondos del Museo de Prehistoria y Arqueología de Cantabria (Santander), mientras que una réplica se encuentra instalada en una zona verde de Sierrapando. Entre 2001 y 2012, dicha reproducción permaneció en la calle Serafín Escalante de Torrelavega.